# Közönséges nappalibagoly
A közönséges nappalibagoly (Euclidia glyphica) a rovarok (Insecta) osztályának lepkék (Lepidoptera) rendjébe, ezen belül a bagolylepkefélék (Noctuidae) családjába tartozó faj.

## Előfordulása
Közép-Európában gyakori és széles körben elterjedt faj, száraz és a nedves területeken egyaránt, mint például a  láp-rétek, legelők és mezők.

## Megjelenése
- lepke: szárnyfesztávolsága: 25–30 mm. Szürkés-barna első szárnyain két piros-barna vagy sötétbarna kereszt szalag, és egy másik pólya látható.
- hernyó: 40 milliméter hosszú, alapszíne sárgásbarna, sötétbarna hosszanti vonalakkal.

## Életmódja
Nappali életmódot élő faj, évente két nemzedéke van, az első április végétől június közepéig, a második július végétől augusztus végéig. A hernyók tápnövényei pillangósok, lucerna (Medicago sativa), szarvaskerep (Lotus corniculatus), kaszanyűg-bükköny (Vicia cracca), réti here (Trifolium pratense), réti lednek (Lathyrus  pratensis) és a patkócím (Hippocrepis comosa).
A nőstények sorokban rakják le petéiket  a világos zöldtakarmányra, ritkán száraz fűre. A báb telel át a földön.

## Fordítás
- Ez a szócikk részben vagy egészben  a   Braune Tageule című német Wikipédia-szócikk fordításán alapul.  Az eredeti cikk szerkesztőit annak laptörténete sorolja fel. Ez a jelzés csupán a megfogalmazás eredetét és a szerzői jogokat jelzi, nem szolgál a cikkben szereplő információk forrásmegjelöléseként.